# 阿勒布斯拜·拉合木
阿勒布斯拜·拉合木（1948年6月—）哈萨克族，新疆塔城人，中华人民共和国地方官员。

## 生平
1965年至1966年，在新疆维吾尔自治区塔城地区师范学习。1966年起，担任托里县中学教师、县团委书记。1972年11月，加入中国共产党。1975年，任共青团塔城地委副书记。1980年，任塔城地区种牛场党委书记。1983年，任中共塔城地委副书记。1993年，任中共塔城地委副书记、行署专员。1996年，任新疆维吾尔自治区化学工业厅常委副书记、厅长。1997年，任新疆自治区伊犁哈萨克自治州副州长、代理州长、州长。2001年6月，任新疆生产建设兵团党委常委、副司令员，中国新建集团公司副总经理。后升任新疆维吾尔自治区人大常委会副主任。